# Schematyczny język sztuczny
Język sztuczny schematyczny – typ języka sztucznego, którego gramatyka i morfologia zostały celowo uproszczone i zregularyzowane (specyficzne cechy języków źródłowych zostały usunięte, aby był on prostszy niż języki etniczne), nawet kosztem zniekształcenia wyrazów z języków źródłowych, utrudniającego ich rozpoznanie osobom nieznającym tego języka.
Badania naukowe wykazały, że tego rodzaju podejście do konstrukcji języka czyni go łatwiejszym do nauczenia się i aktywnego używania niż w przypadku języków etnicznych, a nawet łatwiejszym niż języki sztuczne naturalistyczne.
Najlepiej znanymi przykładami języków tego typu są esperanto i volapük. Większość języków pomocniczych znajduje się gdzieś pomiędzy schematycznością i naturalistycznością, tj. zawiera elementy obu typów.